# John of Eltham, Earl of Cornwall

Wappen von John of Eltham, Earl of Cornwall

John of Eltham (* 14. August 1316 in Eltham; † 13. September 1336 in Perth) war ein Prinz der englischen Königsdynastie Plantagenet. Er stand im Schatten seines älteren Bruders Eduard III., doch obwohl er noch vor seiner Volljährigkeit starb, spielte er zu Beginn von dessen Herrschaft eine aktive Rolle in der englischen Politik.

## Herkunft
John war der zweite Sohn des englischen Königs Eduard II. und von dessen Frau Isabelle von Frankreich. Er wurde nach seinem Geburtsort Eltham Palace im damaligen Kent benannt.

## Kindheit und Jugend
John wuchs als Kleinkind in der Obhut seiner Kinderfrau Matilda Pyrie im Haushalt seines Bruders auf. Ab 1320 lebte er im Haushalt seiner Mutter, Königin Isabelle. Als der Günstling Hugh le Despenser in den 1320er Jahren zunehmenden Einfluss auf Johns Vater gewann, wurde er zum Rivalen von Königin Isabelle und bemühte sich, ihren Einfluss zu begrenzen. Als es 1324 zu einem Krieg zwischen England und Frankreich kam, entzog Despenser der Königin gegen Ende September 1324 die Aufsicht über ihre drei jüngeren Kinder, da sie als gebürtige Französin diese möglicherweise zum Verrat gegen ihren Vater anstiften könnte. Der junge John wurde in die Obhut von Eleanor de Clare, der Frau Despensers gegeben, die auch eine Nichte des Königs war. Johns Mutter Mutter reiste 1325 als Unterhändlerin nach Frankreich, um Friedensverhandlungen zu führen, blieb dort jedoch aus Opposition gegen den Einfluss der Despensers. Der junge John erhielt 1325 einen eigenen Haushalt. In London erlebte er im Herbst 1326 die Unruhen, als seine Mutter mit ihrem Geliebten Roger Mortimer und einen Heer nach England zurückkehrte und seinen Vater stürzte. Von königlichen Beamten wurde der junge John in den Tower of London gebracht, der jedoch von aufgebrachten Londoner Bürgern gestürmt wurde. Diese vertrieben die königlichen Beamten und ernannten dafür John zum Keeper of the Tower und der City of London.

## Militär und Verwalter im Dienst seines Bruders
Nachdem sein älterer Bruder als Eduard III. 1327 den Thron bestiegen hatte, gehörte John oft zum Gefolge seines Bruders und bezeugte mit zahlreichen Urkunden. 1328 ernannte ihn sein Bruder zum Earl of Cornwall, und 1333 wurde ihm eine jährliche Pension von £ 200 versprochen, bis er Landbesitz mit entsprechenden Einkünften erhalten hätte. Als Eduard III. 1329 nach Frankreich reiste, um dort dem neuen französischen König Philipp VI. für seine französischen Besitzungen zu huldigen, ernannte er John zu seinem Reichsverweser. Da John damals erst dreizehn Jahre alt war, wurden ihm Erzbischof Simon Mepeham, Henry of Lancaster, der Mayor of London und weitere Bischöfe als Berater zur Seite gestellt. 1330 begleitete John seinen Bruder, als dieser in seine Besitzungen in der Gascogne reiste. Schließlich begleitete John seinen Bruder bei den Kämpfen während des Zweiten Schottischen Unabhängigkeitskriegs. Er nahm 1333 an der Belagerung von Berwick und an der Schlacht von Halidon Hill teil. Im Winterfeldzug nach Roxburgh von 1334 bis 1335 führte er ein eigenes Kontingent von 100 men-at-arms und 40 berittenen Bogenschützen. Als offizieller Kommandant einer englischen Streitmacht schlug er im Januar 1335 eine schottische Streitmacht, die in Redesdale in Northumberland eingefallen war, wobei wohl vor allem die erfahrenen Militärs Henry Percy und Ralph Neville das Kommando geführt haben. Der König schien jedoch vom Mut und vom Kampfgeist seines Bruders beeindruckt zu sein, denn am 2. Februar 1335 ernannte er John zum Verteidiger der Scottish Marches. Dabei gab er ihm wieder Percy und Neville sowie einer großen Anzahl Men-at-arms und Bogenschützen zur Seite. Vor den Unruhen in den Marches musste sich John jedoch am 19. März nach Nordengland zurückziehen. Am 27. März 1335 sollte er mit 135 Men-at-arms seinen Bruder in Newcastle unterstützen. Im Juni 1336 sollte John zusammen mit mehreren anderen Baronen an einer königlichen Ratssitzung in Northampton teilnehmen. Er zog jedoch aus unbekannten Gründen nach Schottland, wo er wenig später starb. Er soll an den Verwundungen gestorben sein, die er in einem Gefecht mit den Schotten erlitten hatte.
Dem Bericht des schottischen Chronisten John Fordun (Chronica Gentis Scotorum), wonach John während eines Streits mit seinem Bruder von diesem ermordet worden sei, wird als unglaubwürdig bezeichnet. Der englische Ritter Sir Thomas Grey schrieb in seiner Scalacronica lediglich von einem „schönen Tod“.
John of Eltham wurde am 13. Januar 1337 mit einem prächtigen Begräbnis unter Leitung des Erzbischofs von Canterbury und im Beisein des Königs und zahlreicher Barone in Westminster Abbey beigesetzt. Dort ist sein Alabaster-Grabdenkmal noch erhalten.

## Unausgeführte Heiratspläne
Eduard III. hatte sich mehrfach bemüht, John angemessen zu verheiraten. Ursprünglich hatte er geplant, ihn mit einer Tochter des französischen Königs Karl IV. zu verheiraten, um einen für 1329 geplanten Friedensvertrag mit Frankreich zu bekräftigen. Nachdem dieser Plan gescheitert war, wurden bis 1335 Heiraten mit Töchtern von Graf Guido I. von Blois, von Sire Guillaume I. von Coucy oder von Graf Guy de Penthièvre erwogen. Schließlich sollte John Maria, eine Tochter von König Ferdinand IV. von Kastilien heiraten. Für diese Ehe erhielt er 1334 einen päpstlichen Dispens, da John und Maria sowohl im dritten wie im vierten Grad miteinander verwandt waren. Wahrscheinlich fand die Heirat jedoch nicht statt, da John bereits 1336 starb.